# North Springfield
North Springfield és una concentració de població designada pel cens dels Estats Units a l'estat de Virgínia. Segons el cens del 2000 tenia 9.173 habitants.

## Demografia
Segons el cens del 2000, North Springfield tenia 9.173 habitants, 3.251 habitatges, i 2.470 famílies. La densitat de població era de 1.451,5 habitants per km².
Dels 3.251 habitatges en un 34,8% hi vivien nens de menys de 18 anys, en un 64,9% hi vivien parelles casades, en un 7,6% dones solteres, i en un 24% no eren unitats familiars. En el 17,8% dels habitatges hi vivien persones soles el 6,8% de les quals corresponia a persones de 65 anys o més que vivien soles. El nombre mitjà de persones vivint en cada habitatge era de 2,82 i el nombre mitjà de persones que vivien en cada família era de 3,19.
Per edats la població es repartia de la següent manera: un 24,1% tenia menys de 18 anys, un 6,2% entre 18 i 24, un 32,8% entre 25 i 44, un 23,8% de 45 a 60 i un 13,1% 65 anys o més.
L'edat mediana era de 38 anys. Per cada 100 dones de 18 o més anys hi havia 99,1 homes.
La renda mediana per habitatge era de 73.062 $ i la renda mediana per família de 80.212 $. Els homes tenien una renda mediana de 49.590 $ mentre que les dones 37.938 $. La renda per capita de la població era de 28.592 $. Entorn del 0,9% de les famílies i el 2,5% de la població estaven per davall del llindar de pobresa.

## Poblacions més properes
El següent diagrama mostra les poblacions més properes.